# Ђердапски лоцови
Ђердапски лоцови су били специјално обучени пилоти који су проводили бродове кроз ђердапски сектор Дунава. Стеновито дно Дунава и просечени уски канали изискивали су велико мајсторство у провођењу најширих бродова, па су само обучени и искусни лоцови били способни да омогуће пролаз.
За пилотажу су се оспособљавали у центрима обуке у Текији и Оршави. После вишегодишње пловидбе звање су стицали полагањем посебних испита и провером вожње пре специјалном комисијом Речне управе. Познавали су сва опасна места, теснаце и места са подводним стенама.
Захтева за спровођење брода и долазак лоца испостављало се 24 часа унапред. Низводно, лоцови су се на бродове укрцавали у пристаништима Винце или Кожице на српској , односно Молдава Веке или Дренкова на румунској страни. Узводно, укрцавали су се у Кладову или Текији, те Турн Северину или Оршави у Румунији. Пре сваког проласка кроз Ђердап, бродове је у лукама прегледао најстарији лоц у месту укрцавања, ради утврђивања техничке исправности и давања одобрења за пролазак.